# Белчугателе (комуна)
Белчугателе (рум. Belciugatele) — комуна у повіті Келераш в Румунії. До складу комуни входять такі села (дані про населення за 2002 рік):
- Белчугателе (994 особи)
- Киндяска (398 осіб)
- Кожешть (247 осіб)
- Матарауа (84 особи)
- Меріуца (630 осіб)

Комуна розташована на відстані 27 км на схід від Бухареста, 78 км на північний захід від Келераші, 145 км на південний схід від Брашова.

## Населення
За даними перепису населення 2002 року у комуні проживали 2353 особи. За віросповіданням усі жителі комуни — православні.
Національний склад населення комуни:
| Національність | Кількість осіб | Відсоток |
| -------------- | -------------- | -------- |
| румуни         | 2342           | 99,5%    |
| цигани         | 7              | 0,3%     |
| угорці         | 4              | 0,2%     |

Рідною мовою назвали:
| Мова      | Кількість осіб | Відсоток |
| --------- | -------------- | -------- |
| румунська | 2349           | 99,8%    |
| угорська  | 4              | 0,2%     |